# Psilopa nervimaculata
Psilopa nervimaculata är en tvåvingeart som först beskrevs av Becker 1910.  Psilopa nervimaculata ingår i släktet Psilopa och familjen vattenflugor. Inga underarter finns listade i Catalogue of Life.